# Marino Perani
Marino Perani (27. říjen 1939, Ponte Nossa, Italské království – 18. říjen 2017, Bologna, Itálie) byl italský fotbalový útočník a trenér.
Fotbalově začínal v Atalantě, kde odehrál první dvě sezony. V roce 1958 odešel v 19 letech do Boloně. Tady zůstal kromě jedné sezony strávené v Padově celkem 15 sezon. Za tuhle dobu vytvořil s Pascuttim skvělou útočnou dvojku, která pomohla v sezoně 1963/64 k titulu. Dále získal dvě vítězství v Italském poháru (1969/70, 1973/74). V roce 1974 ukončil kariéru v Boloni. Celkem nastoupil do 415 utkání, což jej řadí na 5. místo v historické tabulky v klubu. Kariéru si ještě prodloužil v Kanadském klubu Toronto Metros v roce 1975.
Za reprezentaci odehrál čtyři utkání a vstřelil jednu branku. Odehrál i dva zápasy na MS 1966.
Po ukončení fotbalové kariéry se stal trenérem. První angažmá získal v Bologni. Nejprve vedl mládež a v roce 1979 se stal dočasně i trenérem u dospělých. Poté vedl mužstva Udinese, Brescie, Salernitany, Parmy, Padovy, Reggiany a také Ravenny. Největší úspěch byl v sezoně 1983/84, když vyhrál třetí ligu.

## Hráčská statistika
| Sezóna  | Klub     | Liga    | Liga   | Liga | Ligové poháry | Ligové poháry | Ligové poháry | Kontinentální poháry | Kontinentální poháry | Kontinentální poháry | Celkem | Celkem |
| Sezóna  | Klub     | Soutěž  | Zápasy | Góly | Soutěž        | Zápasy        | Góly          | Soutěž               | Zápasy               | Góly                 | Zápasy | Góly   |
| ------- | -------- | ------- | ------ | ---- | ------------- | ------------- | ------------- | -------------------- | -------------------- | -------------------- | ------ | ------ |
| 1956/57 | Atalanta | Serie A | 2      | 0    | -             | 0             | 0             | -                    | 0                    | 0                    | 2      | 0      |
| 1957/58 | Atalanta | Serie A | 29     | 6    | IP            | 3             | 2             | -                    | 0                    | 0                    | 32     | 8      |
| 1958/59 | Bologna  | Serie A | 25     | 3    | IP            | 1             | 0             | -                    | 0                    | 0                    | 26     | 3      |
| 1959/60 | Padova   | Serie A | 28     | 8    | IP            | 1             | 0             | -                    | 0                    | 0                    | 29     | 8      |
| 1960/61 | Bologna  | Serie A | 29     | 10   | IP            | 2             | 1             | Stř.P                | 3                    | 0                    | 34     | 11     |
| 1961/62 | Bologna  | Serie A | 27     | 11   | IP            | 1             | 0             | Stř.P                | 2                    | 0                    | 30     | 11     |
| 1962/63 | Bologna  | Serie A | 17     | 4    | IP            | 2             | 1             | Stř.P                | 1                    | 0                    | 20     | 5      |
| 1963/64 | Bologna  | Serie A | 29     | 6    | IP            | 2             | 1             | -                    | 0                    | 0                    | 31     | 7      |
| 1964/65 | Bologna  | Serie A | 22     | 2    | IP            | 1             | 0             | PMEZ                 | 3                    | 0                    | 26     | 2      |
| 1965/66 | Bologna  | Serie A | 25     | 8    | IP            | 1             | 0             | -                    | 0                    | 0                    | 26     | 8      |
| 1966/67 | Bologna  | Serie A | 28     | 4    | IP            | 1             | 0             | Vel.P                | 5                    | 0                    | 34     | 4      |
| 1967/68 | Bologna  | Serie A | 13     | 5    | IP            | 7             | 1             | Vel.P                | 6                    | 2                    | 26     | 8      |
| 1968/69 | Bologna  | Serie A | 15     | 0    | IP            | 1             | 0             | Vel.P                | 1                    | 0                    | 17     | 0      |
| 1969/70 | Bologna  | Serie A | 27     | 3    | IP            | 11            | 2             | -                    | 0                    | 0                    | 38     | 5      |
| 1970/71 | Bologna  | Serie A | 18     | 2    | IP            | 3             | 0             | PVP                  | 1                    | 0                    | 22     | 2      |
| 1971/72 | Bologna  | Serie A | 25     | 4    | IP            | 9             | 0             | UEFA                 | 4                    | 2                    | 38     | 6      |
| 1972/73 | Bologna  | Serie A | 16     | 2    | IP            | 2             | 0             | -                    | 0                    | 0                    | 18     | 2      |
| 1973/74 | Bologna  | Serie A | 6      | 0    | IP            | 2             | 0             | -                    | 0                    | 0                    | 8      | 0      |
| Celkem  | Celkem   | Celkem  | 381    | 78   | -             | 50            | 8             | -                    | 26                   | 4                    | 457    | 90     |

## Hráčské úspěchy

### Klubové
- 1× vítěz italské ligy (1963/64)
- 2× vítěz italského poháru (1969/70, 1973/74)
- 1× vítěz středoevropského poháru (1961)

### Reprezentační
- 1× na MS (1966)